# بوکن نو
بوکن نو، روستایی از توابع بخش مرکزی شهرستان میبد در استان یزد ایران است.

## جمعیت
این روستا در دهستان بفروئیه قرار دارد و براساس سرشماری مرکز آمار ایران در سال ۱۳۸۵، جمعیت آن زیر سه خانوار بوده‌است.